# Phalloniscus meridionalis
Phalloniscus meridionalis là một loài chân đều trong họ Dubioniscidae. Loài này được Araujo & Buckup miêu tả khoa học năm 1994.